# Pierre Brunet de Latuque
Pierre Brunet de Latuque est un homme politique français né le 3 avril 1757 à Puch-de-Gontaud (Lot-et-Garonne) et mort le 6 février 1824 au même lieu.

## Biographie
Fils de Jean-Baptiste Brunet, sieur de Latuque, ancien garde corps du roi, et de Anne Duvigneau, juge royal, puis juge de paix, il est député du tiers état aux États généraux de 1789 pour la sénéchaussée de Nérac. Il siège dans la majorité.